# Cheumatopsyche brunnea
Cheumatopsyche brunnea är en nattsländeart som beskrevs av Jacquemart 1961. Cheumatopsyche brunnea ingår i släktet Cheumatopsyche och familjen ryssjenattsländor. Inga underarter finns listade i Catalogue of Life.